# Aglaé (1788)
Pour les articles homonymes, voir Aglaé.
L'Aglaé est une frégate de 32 canons de la Marine française. Elle sert à la fin du XVIIIe siècle avant de faire naufrage en 1802.
Lancée en 1788, L'Aglaé commence sa carrière pendant les guerres de la Révolution française, elle sert alors de navire de transport de troupes à destination des Indes occidentales. Elle est stationnée pendant deux ans à Saint-Domingue. En 1793, elle est radoubée et renommée Fraternité.
Sous les ordres du lieutenant de vaisseau Gourrège, elle croise au large des côtes d'Espagne, et prend part plus tard à la bataille de Groix le 23 juin 1795 sous les ordres du lieutenant de vaisseau Florinville.
Pendant l'hiver 1796, elle fait partie de la Croisière du Grand Hiver sous les ordres du vice-amiral Morard de Galles. Le 30 décembre, elle aide La Révolution à porter secours à l'équipage du Scevola, qui s'était abîmé après une tempête au large de l'Irlande. La Fraternité rentre à Rochefort le 14 janvier 1797.
Elle est perdue en mer en août 1802, alors qu'elle revenait de Saint-Domingue vers la France.